# Enver Kulašin
Enver Kulašin (Travnik, 11 settembre 2003) è un calciatore bosniaco, ala del Borac Banja Luka e della nazionale bosniaca.

## Carriera

### Club
Cresciuto nel settore giovanile dello Željezničar, il 14 giugno 2021 viene tesserato dal Borac Banja Luka, con cui firma un triennale. Esordisce tra i professionisti il 17 luglio seguente, nella partita di campionato terminata per 1-1 contro la sua ex squadra, segnando la rete del definitivo pareggio all'88º minuto. Il 29 febbraio 2024 rinnova con i rossoblù fino al 2027, vincendo poi lo scudetto al termine della stagione.

### Nazionale
Ha giocato nelle nazionali giovanili bosniache Under-18, Under-19 ed Under-21.
Nell'ottobre del 2024 ha ottenuto la prima convocazione con la nazionale maggiore bosniaca per le partite di UEFA Nations League contro Germania e Ungheria.
Il 10 giugno 2025 esordisce con la massima selezione bosniaca nell'amichevole persa per 2-1 in casa della Slovenia.

## Statistiche

### Presenze e reti nei club
Statistiche aggiornate al 6 gennaio 2025.
| Stagione        | Squadra          | Campionato      | Campionato | Campionato | Coppe nazionali | Coppe nazionali | Coppe nazionali | Coppe continentali | Coppe continentali | Coppe continentali | Altre coppe | Altre coppe | Altre coppe | Totale | Totale |
| Stagione        | Squadra          | Comp            | Pres       | Reti       | Comp            | Pres            | Reti            | Comp               | Pres               | Reti               | Comp        | Pres        | Reti        | Pres   | Reti   |
| --------------- | ---------------- | --------------- | ---------- | ---------- | --------------- | --------------- | --------------- | ------------------ | ------------------ | ------------------ | ----------- | ----------- | ----------- | ------ | ------ |
| 2021-2022       | Borac Banja Luka | PL              | 16         | 1          | CB              | 2               | 0               | UCL+UECL           | 0+2                | 0                  | -           | -           | -           | 20     | 1      |
| 2022-2023       | Borac Banja Luka | PL              | 31         | 4          | CB              | 2               | 1               | UECL               | 2                  | 0                  | -           | -           | -           | 35     | 5      |
| 2023-2024       | Borac Banja Luka | PL              | 14         | 0          | CB              | 7               | 0               | UECL               | 2                  | 0                  | -           | -           | -           | 23     | 0      |
| 2024-2025       | Borac Banja Luka | PL              | 15         | 6          | CB              | 1               | 0               | UCL+UEL+UCoL       | 4+4+5              | 1+0+0              | -           | -           | -           | 29     | 7      |
| Totale carriera | Totale carriera  | Totale carriera | 76         | 11         |                 | 12              | 1               |                    | 19                 | 1                  |             | -           | -           | 107    | 13     |

### Cronologia presenze e reti in nazionale
| Cronologia completa delle presenze e delle reti in nazionale ― Bosnia ed Erzegovina | Cronologia completa delle presenze e delle reti in nazionale ― Bosnia ed Erzegovina | Cronologia completa delle presenze e delle reti in nazionale ― Bosnia ed Erzegovina | Cronologia completa delle presenze e delle reti in nazionale ― Bosnia ed Erzegovina | Cronologia completa delle presenze e delle reti in nazionale ― Bosnia ed Erzegovina | Cronologia completa delle presenze e delle reti in nazionale ― Bosnia ed Erzegovina | Cronologia completa delle presenze e delle reti in nazionale ― Bosnia ed Erzegovina | Cronologia completa delle presenze e delle reti in nazionale ― Bosnia ed Erzegovina |
| Data                                                                                | Città                                                                               | In casa                                                                             | Risultato                                                                           | Ospiti                                                                              | Competizione                                                                        | Reti                                                                                | Note                                                                                |
| ----------------------------------------------------------------------------------- | ----------------------------------------------------------------------------------- | ----------------------------------------------------------------------------------- | ----------------------------------------------------------------------------------- | ----------------------------------------------------------------------------------- | ----------------------------------------------------------------------------------- | ----------------------------------------------------------------------------------- | ----------------------------------------------------------------------------------- |
| 10-6-2025                                                                           | Celje                                                                               | Slovenia                                                                            | 2 – 1                                                                               | Bosnia ed Erzegovina                                                                | Amichevole                                                                          | -                                                                                   | 61’                                                                                 |
| Totale                                                                              |                                                                                     | Presenze                                                                            | 1                                                                                   |                                                                                     | Reti                                                                                | 0                                                                                   |                                                                                     |

## Palmarès

### Club

#### Competizioni nazionali
- Campionato bosniaco: 1

Borac Banja Luka: 2023-2024